# 阪南市立下荘小学校
阪南市立下荘小学校（はんなんしりつ しもしょうしょうがっこう）は、大阪府阪南市箱作にある公立小学校。

## 沿革
- 1873年（明治6年）6月10日 - 開校[1]。